# エセル・キャサーウッド
エセル・キャサーウッド（Ethel Mary Catherwood、1908年4月28日- 1987年9月26日)は、カナダの陸上競技選手。1928年アムステルダムオリンピックの金メダリストである。

## 経歴
キャサーウッドは、カナダのオンタリオ州ハルディマンド郡出身。その後サスカチュワン州のサスカトゥーンに転居し、この地で成長した。彼女は運動神経が抜群で、野球、バスケットボール、陸上競技といったスポーツに秀でた才能を発揮していた。1926年には、サスカトゥーン市の競技会の走高跳でカナダタイ記録を樹立。さらに、同年の9月6日には1.58mの世界新記録を樹立した。
1928年のアムステルダムオリンピックは、女性が初めてオリンピックの陸上競技に参加できる大会となったが、キャサーウッドは最初のカナダ代表の女性選手の一人として参加することとなった。そして、アムステルダムでは、走高跳で1.59mの世界新記録で金メダルを獲得。オリンピックでは彼女の身体能力にかなり注目が集まったが、そのほかにも、「サスカトゥーンのゆり」とあだ名されたり、ニューヨーク・タイムズの記者からは、オリンピックでもっとも可愛らしい女性とも称された
。
しかし、そのような称号以上に彼女は、女子走高跳初代チャンピオンのという称号を得た。また、彼女以外に陸上競技の個人種目で金メダルを獲得したカナダの女子選手はおらず、1955年にはカナダスポーツ殿堂入りを果たしている。
キャサーウッドは、カナダに帰国後、映画出演のオファーがあるもこれを断り、事業の道へ進むこととなった。後に、アメリカのカリフォルニア州に移住し、1987年に現地でこの世を去っている。